# هتل‌های ویرجین
هتل‌های ویرجین (انگلیسی: Virgin Hotels) شرکت مهمان‌نوازی بریتانیایی آمریکایی است، که در سال ۲۰۱۰ تأسیس شد.